# 대한민국 형사소송법 제214조
대한민국 형사소송법 제214조는 관할의 긴급체포와 영장청구기간에 대한 형사소송법의 조문이다.

## 조문
제214조(경미사건과 현행범인의 체포) 다액 50만원이하의 벌금, 구류 또는 과료에 해당하는 죄의 현행범인에 대하여는 범인의 주거가 분명하지 아니한 때에 한하여 제212조 내지 제213조의 규정을 적용한다. <개정 1973.1.25, 1980.12.18, 1995.12.29>

## 참고 문헌
- 손동권 신이철, 새로운 형사소송법(초판, 2013), 세창, 2013. ISBN 9788984114081